# Паньков, Пётр Яковлевич

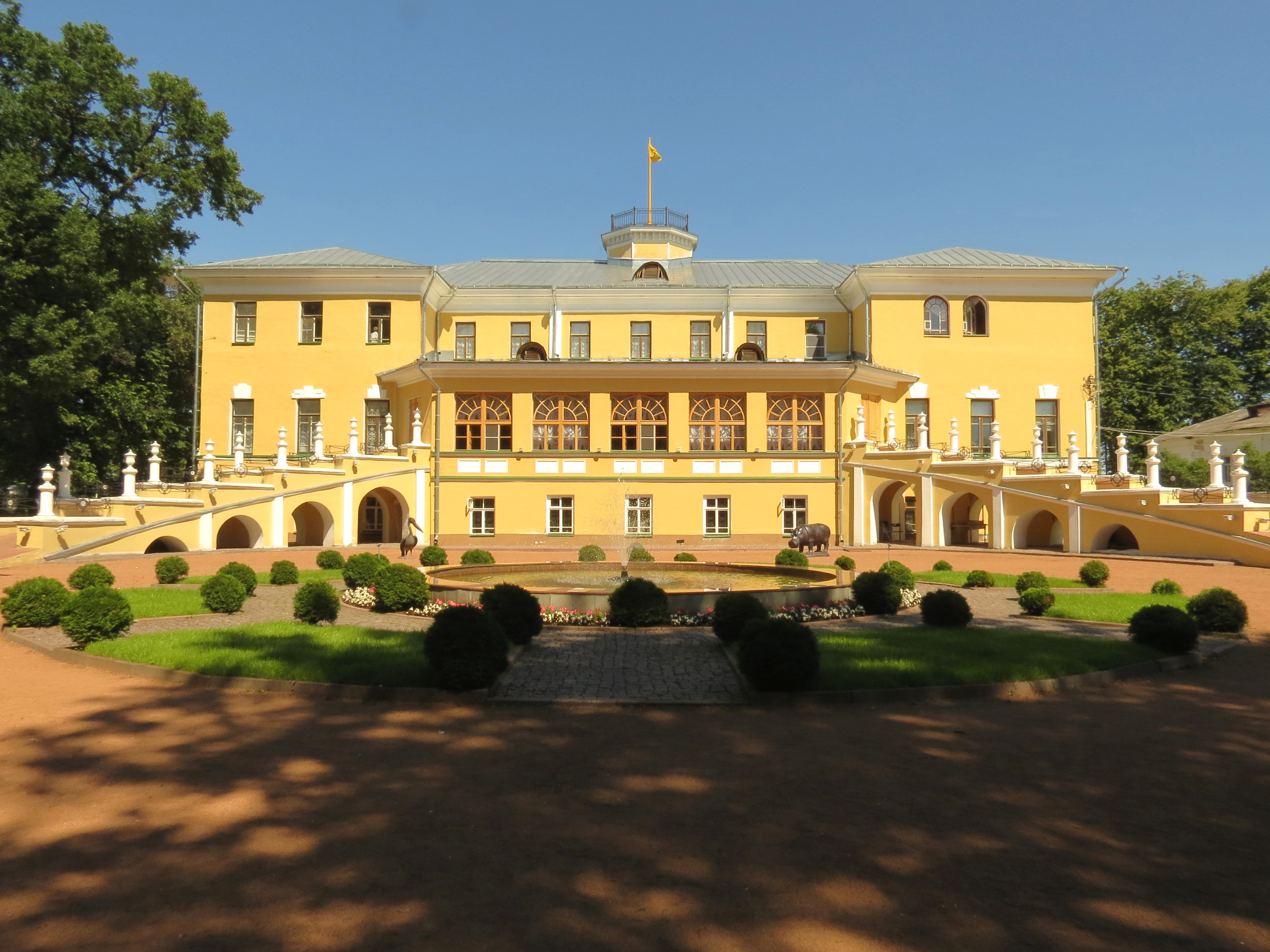
Губернаторский дом (Ярославль)

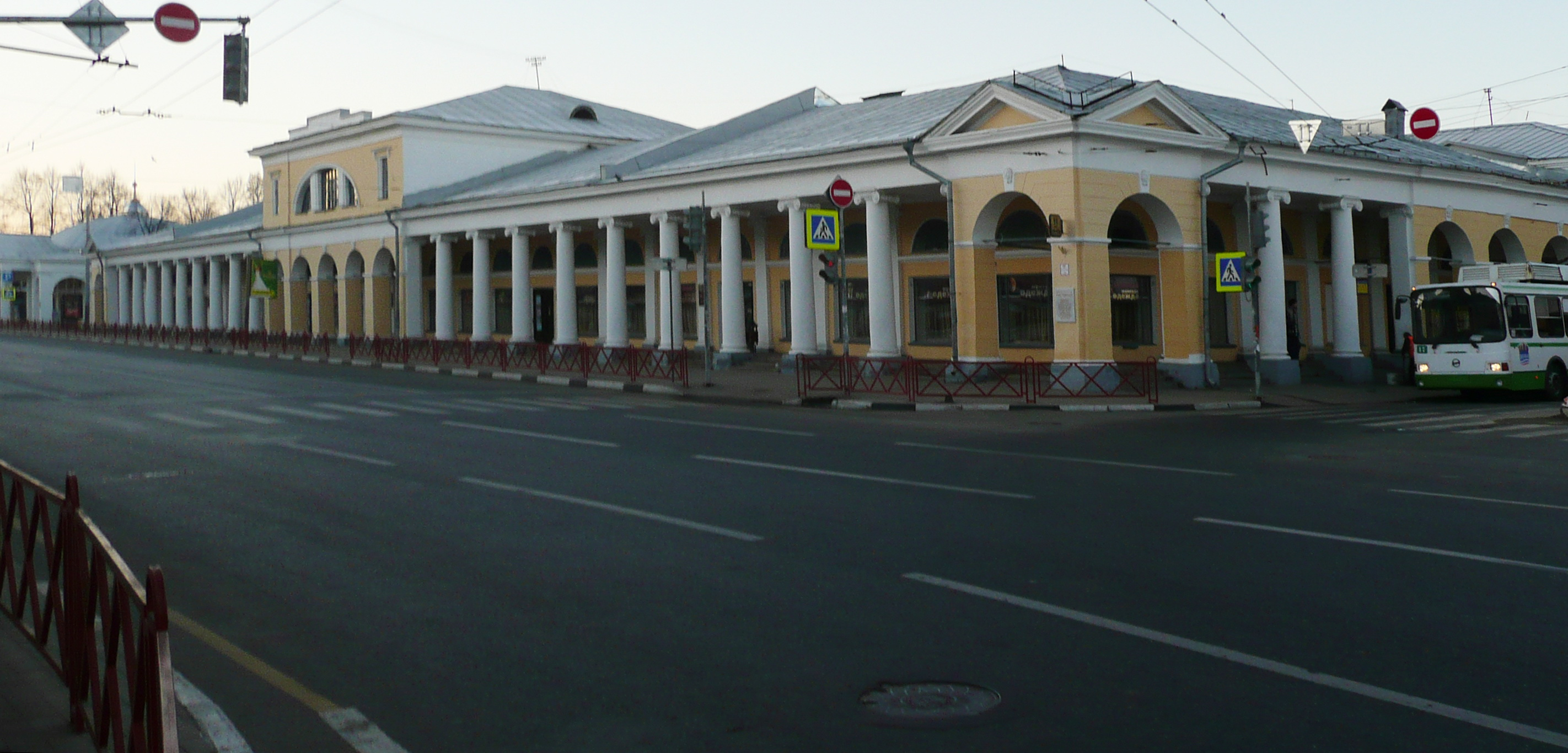
Гостиный двор (Ярославль)

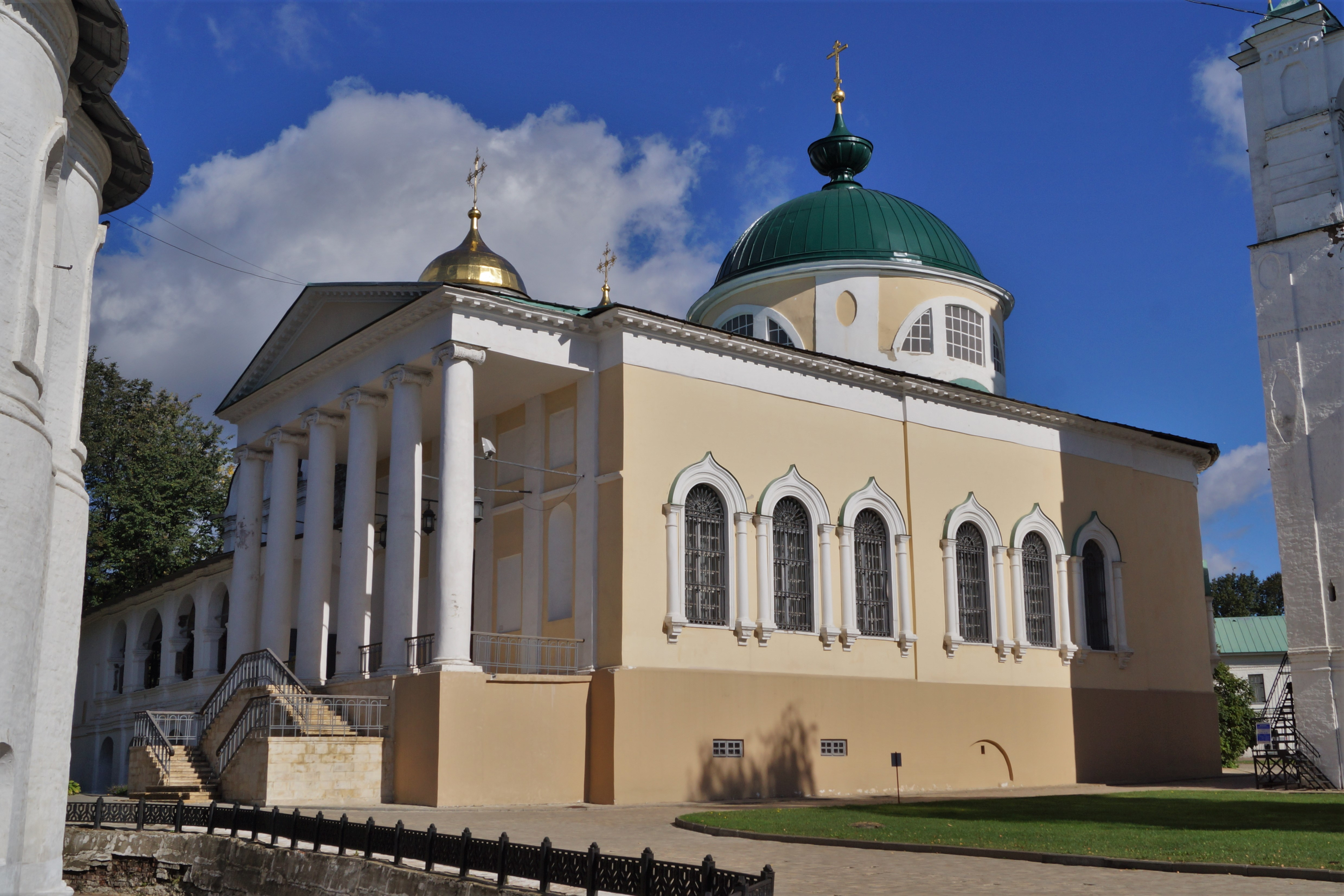
Церковь Ярославских Чудотворцев

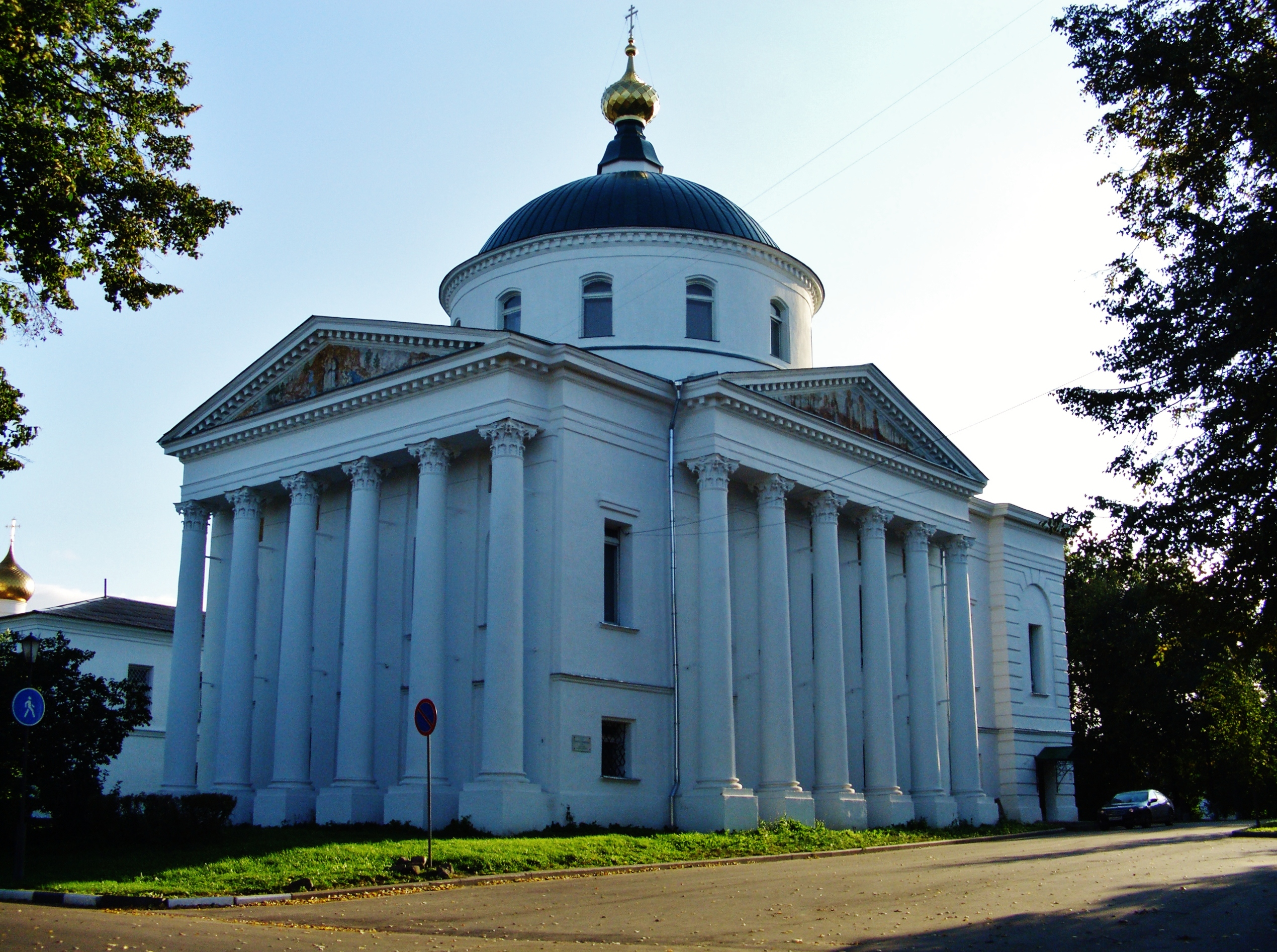
Ильинско-Тихоновская церковь

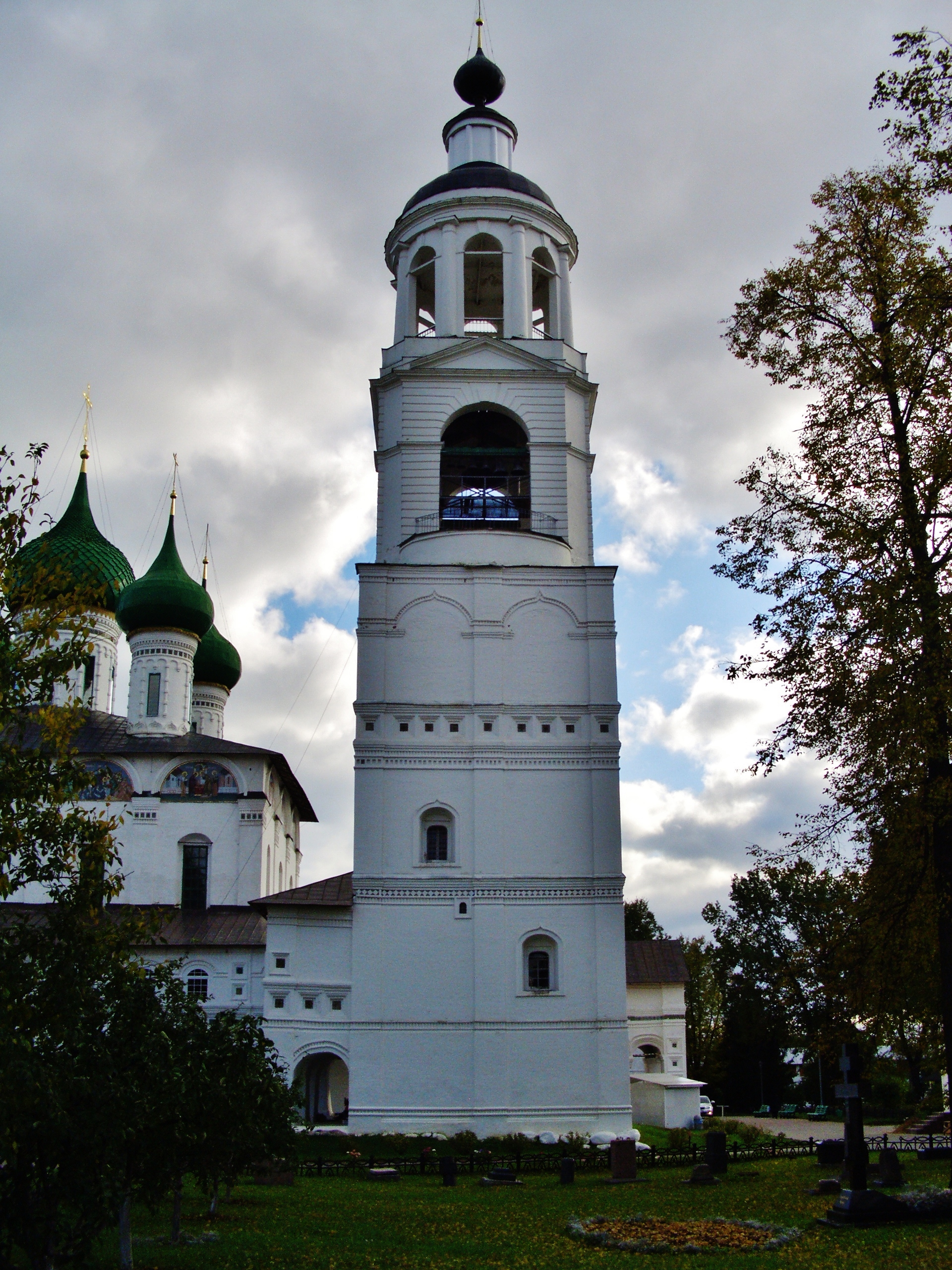
Колокольня Введенского собора

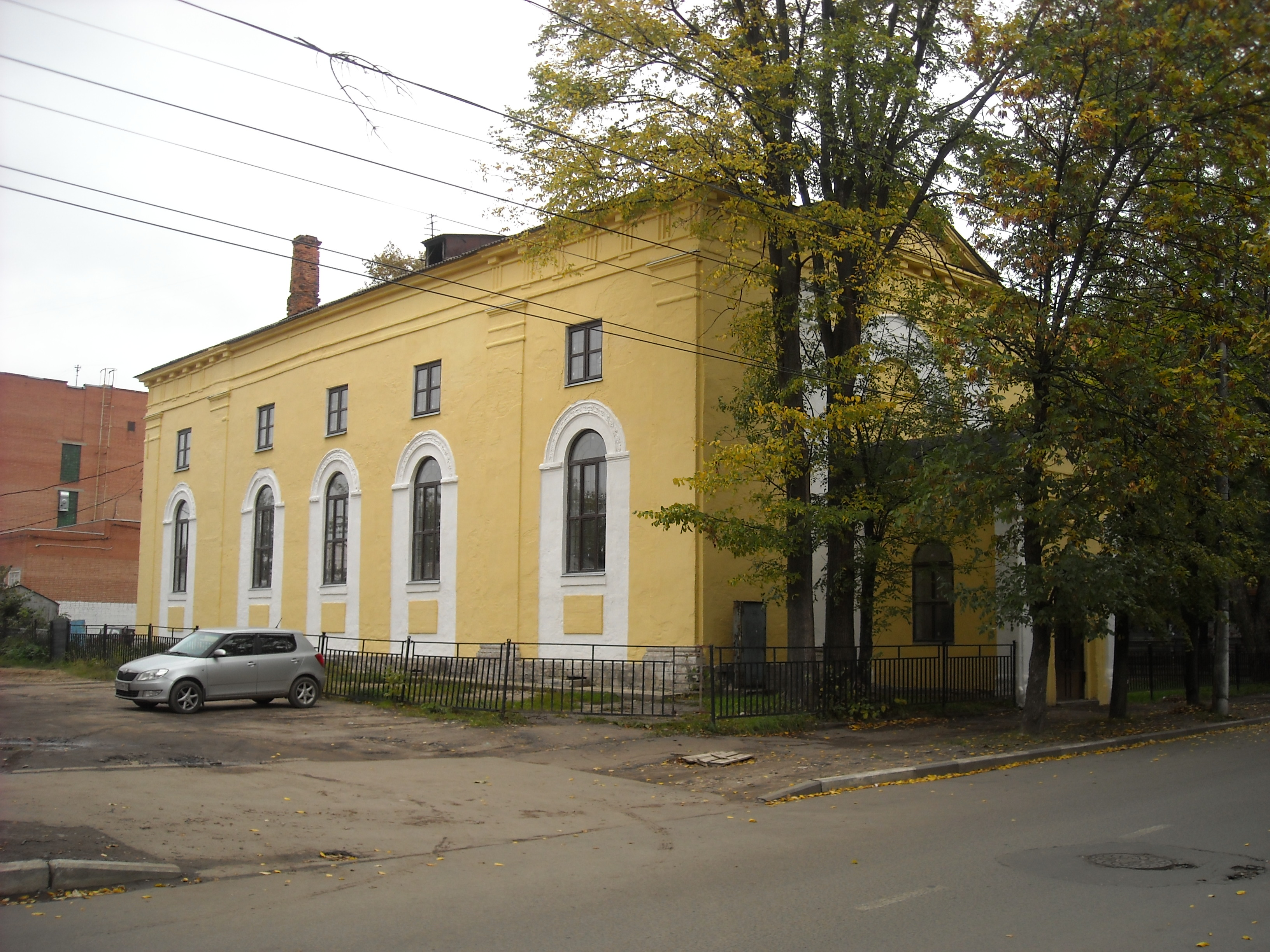
Евангелическо-лютеранская церковь

Пётр Яковлевич Паньков (1770, Ростов, Московская губерния — 30 июля [11 августа] 1848, Ярославль) — ярославский губернский архитектор, создатель зданий в ряде городов и сёл Ярославской губернии, театральный деятель.

## Происхождение
Отец Петра Яковлевича — Яков Степанович — был столяром, резчиком по дереву в Ростове. В частности, он был создателем иконостаса Никольского придела в Покровском храме Ростова Великого.

## Профессиональная деятельность
Пётр Яковлевич перенял отцовское ремесло и также стал создателем нескольких иконостасов, в том числе главного иконостаса Покровской церкви (1799 год) и иконостаса тёплой церкви Рождественского монастыря в Ростове (1809). До настоящего времени эти иконостасы не сохранились. По мнению С. Н. Овсянникова, работа резчиком оказала видимое влияние на архитектурную работу Панькова, в частности при создании им галереи-паперти звонницы Спасского монастыря (1824, разобрана в 1920-х годах), паперти перед Зачатьевским собором Спасо-Яковлевского монастыря и пристроенной к нему по проекту самого Панькова Яковлевской церковью (1824 г.), фасада собора Петровского монастыря в Ростове (конец 1830-х годов), паперти Троицкой церкви Власьевского прихода в Ярославле (1831—1833 гг., авторство документально не подтверждено). Из этих построек сохранилась только галерея-паперть Ростовского Спасо-Яковлевского монастыря.
В первые годы архитектурной деятельности работал над деревянными домами по частным заказам в качестве «вольного архитектора», в 1807 году создал деревянный макет храма, предназначенного для постройки вблизи Успенского собора Ростова.
За перестройку и внутреннюю отделку Дома призрения ближнего в Ярославле в 1817 он был удостоен награды в 300 рублей из государственной казны.
В 1818 году по заказу императрицы Марии Фёдоровны составил «план городу Ростову с измерением его в натуре всех владельческих земель».
В 1813—1818 годах работал над созданием нового здания Гостиного двора в Ярославле, которое считается одним из лучших произведений Панькова и причисляется к «выдающимся образцам провинциальной классической архитектуры».
В 1818 изготовил чертежи, зафиксировавшие состояние ансамбля Ростовского кремля.
Перешёл из мещанского сословия в купеческое.
В 1819 году по решению Академии художеств и именному указу Сената П. Я. Паньков получил звание архитектора с чином XIV класса.
1818—1820 годы — строительство дома губернатора в Ярославле на набережной Волги.
1819—1823 годы — архитектор городской полиции.
1820—1823 годы — строительство Мытного рынка, завершившего оформление торгового центра Ярославля.
1823 год — назначен губернским архитектором.
1824—1836 годы — строится Яковлевская церковь в Спасо-Яковлевском монастыре Ростова.
1831 год — церковь Ярославских Чудотворцев в Спасо-Преображенском монастыре Ярославля.
В качестве губернского архитектора занимался осмотром, составлением смет для ремонта, проектами реконструкции древних памятников, составлял проекты для уездных городов Ярославской губернии. Выступил автором проектов торговых рядов и казенных учреждений в Рыбинске, Романове, Пошехонье, Данилове, Мышкине, а также церквей и колоколен в селах губернии (Лютове, Некоузе, Старокобыльском, Сидоровском).
Только для Духовного ведомства Паньковым было выполнено 139 планов и фасадов.

## Деятельность в театральной сфере
В 1820 году за собственный счёт разработал проект и выстроил первое постоянное здание городского театра в Ярославле. Желая возобновить театральные представления в городе, набрал труппу, приобрёл декорации и костюмы. Зимой спектакли давались в Ярославле, летом — в Рыбинске. В 1830 году Паньков также спроектировал здание для Рыбинского театра.

## Последние годы
В 1842 году тяжёло заболел, стал обездвижен.
В 1845—1849 годах по проекту П. Я Панькова в Ярославле была построена Евангелическо-лютеранская церковь (кирха).
Скончался 30 июля 1848 года. В качестве причины смерти в метрической книге Вознесенского храма Ярославля было указано: «от старости».

## Постройки в Ярославле
- 1813—1818 годы — Гостиный двор
- 1818—1820 годы — Дом губернатора
- 1820 год — Городской театр (не сохранился)
- 1820—1823 годы — Мытный рынок (не сохранился)
- 1825—1931 годы — Ильинско-Тихоновская церковь
- 1826 год — Колокольня Введенского собора Толгского монастыря
- 1831 год — Церковь Ярославских Чудотворцев в Спасо-Преображенском монастыре
- 1833 год — Колокольня Спасо-Пробоинской церкви
- 1845—1849 годы — Евангелическо-лютеранская церковь